# コタン

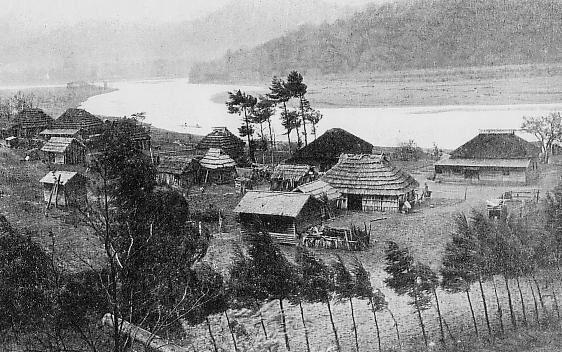
1930年頃の平取アイヌコタン

コタン（アイヌ語: kotan）はアイヌ語で「集落」、または「村落」を意味する言葉である。また、季節的な仮設の住居を指す場合にも用いられる。

## 概要
コタンはアイヌ語で「宅地」をさし、アイヌ民族の生活の本拠地であり、アイヌの社会を形成する最小単位である。

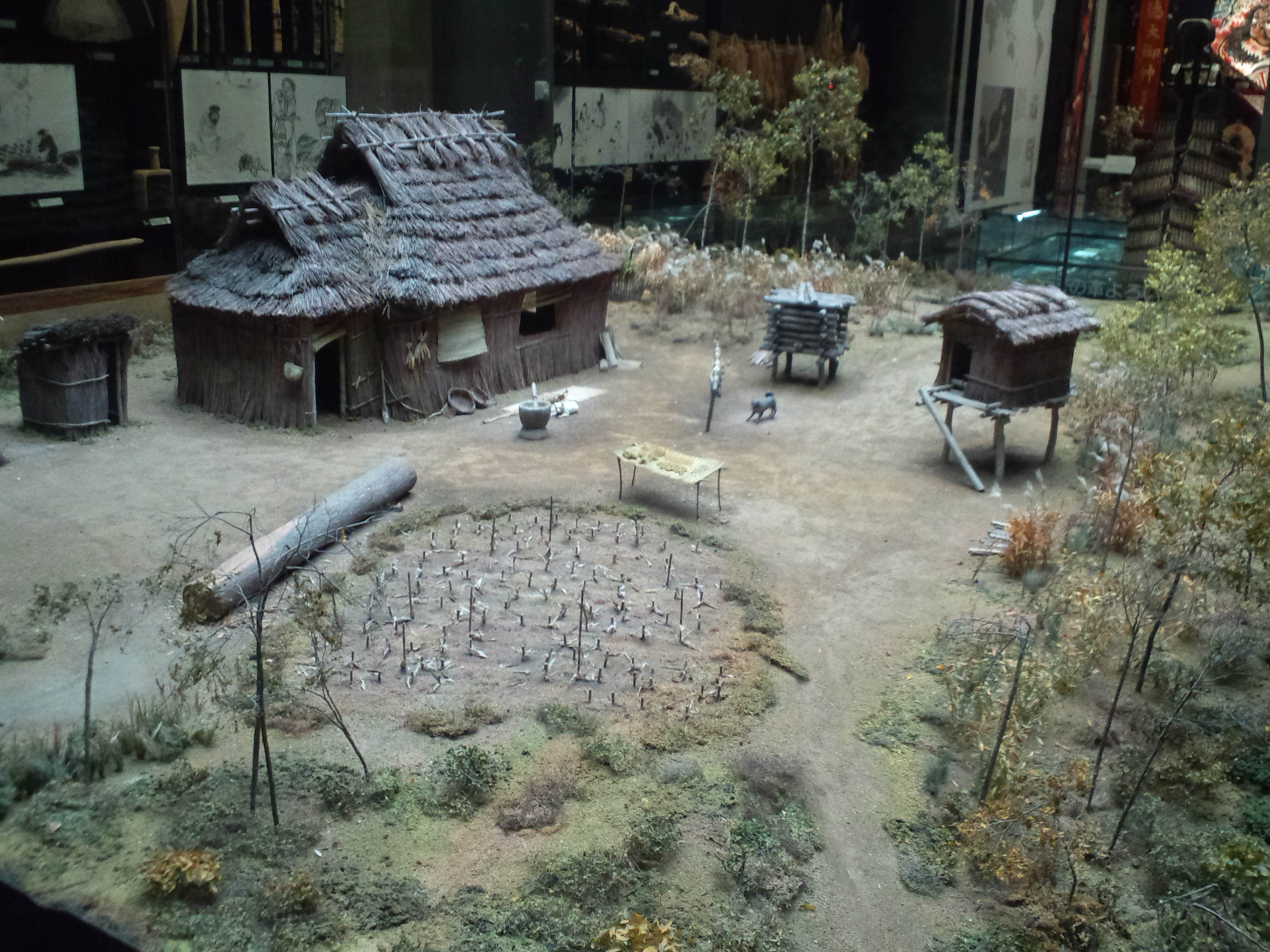
チセの模型の展示。家を中心に、便所、熊の檻、高床倉庫が点在する。（大阪府吹田市・国立民族学博物館）

一般に、狩猟や漁撈など採集により生活している民族は、採集に移動の必要があるため一箇所に定住しない。しかしアイヌの場合、採集民族ではあるが漁撈への依存が強かったため、一箇所に定住し、なおかつ立地もそれによって決められていた。たとえば、サケの産卵地などの河川沿いに一箇所に移住するなど、コタンは間は大体5 - 7kmほどの間隔で存在していた。
コタンは数軒の家により構成されており、たいていは5戸 - 7戸から成る。10戸以上は例外的な大集落で、20戸を超えるものは場所請負制などの影響による労働力動員の結果である。1856年、松浦武四郎（北海道の探検家）は、統計上のコタンには10世帯、計47人が住んでいたと報告した。
コタンの構成要員は、1つまたは複数のエカシ・イモロと呼ばれる父系の集団の成員であり、その長はコタンコㇿクㇽ（村を持つ者）と呼ばれていた。
コタンには「イウォロ」と呼ばれる共有地があり、コタンの住民であれば樹木の伐採、狩猟、漁労、山菜の採集、耕作は自由に行えた。比較対象として入会地、惣村も参照されたい。このため、他のコタンのものが別のコタンの領域を侵すと懲罰に処せられており、これは自検断に相当すると思われる。
コタンは茅葺の家屋（チセ）、小熊を飼うための檻（ヘペレセッ）、食糧を貯蔵する高床倉庫（プ）に共同の厠（男用のものがアシンル、女用のものがメノコル）、さらにイナウを捧げる祭壇（ヌサ）で構成されている。また、コタンの附近にはチャシ（砦のようなもの）があることもあった 。
それぞれのコタンには名前があり、そのコタン名がのちに和人によって地名とされたケースがまま見られる。北海道（道央以北）や樺太、北方領土や千島列島の地名の中に「こたん」という言葉が入っている例がそれである（漢字では「古丹」などが当てられている）。

## 現在のアイヌコタン

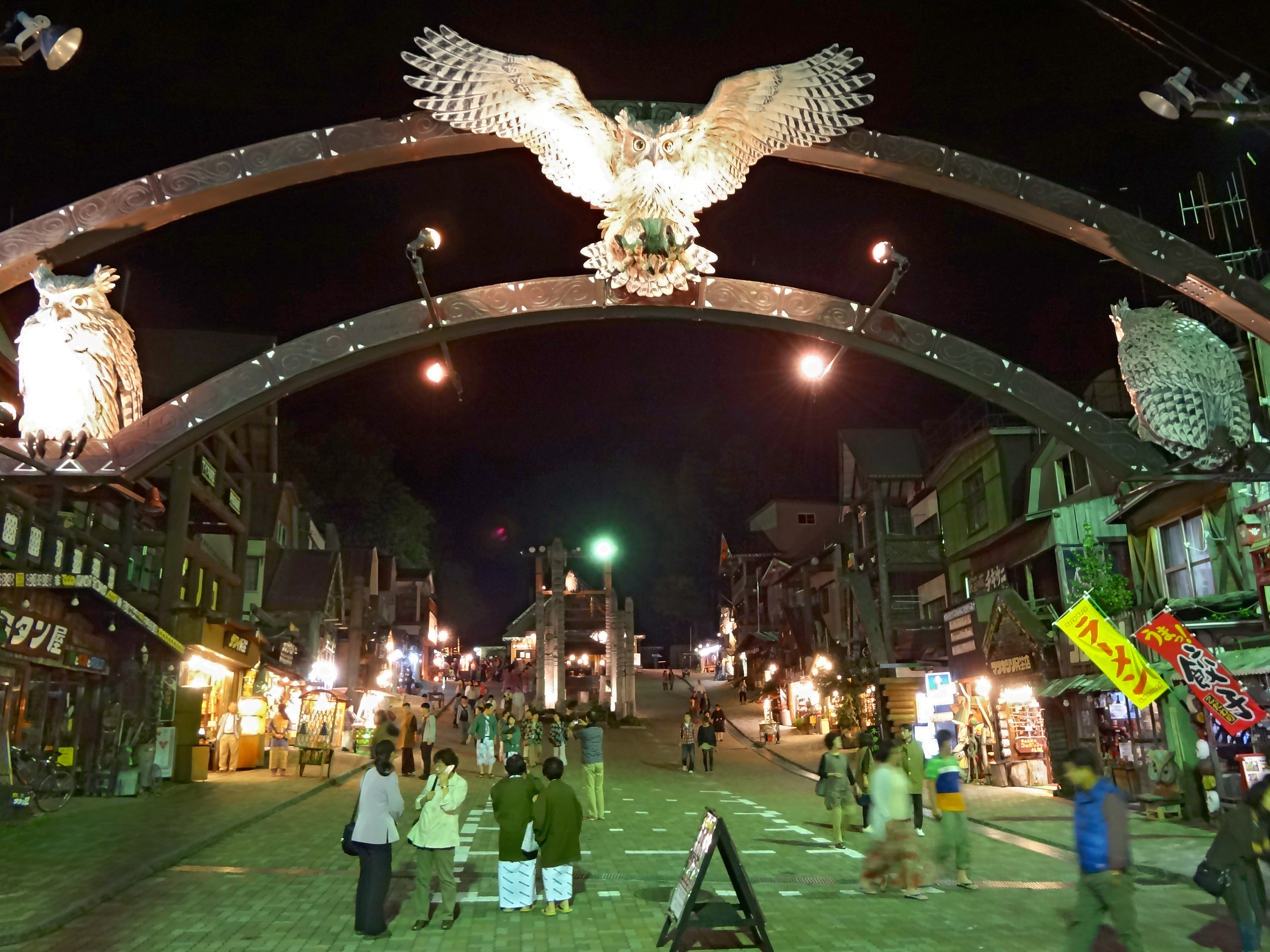
釧路市阿寒町のアイヌコタン

現在でもアイヌの人々が継続的に居住している伝統的な様式のコタンは、釧路市阿寒湖のコタンのみである。ただし、阿寒湖温泉街に現在ある「アイヌコタン」は、旧来大コタンが形成されていたのではない。阿寒湖周辺にはアイヌ人の家屋が点在していたが、1959年に、阿寒湖一帯の自然保護活動を行ってきた前田一歩園財団の当時の理事長である前田光子の呼びかけによって、前田が無償提供した土地に阿寒湖周辺のアイヌが移住し、コタンが形成されたものである。

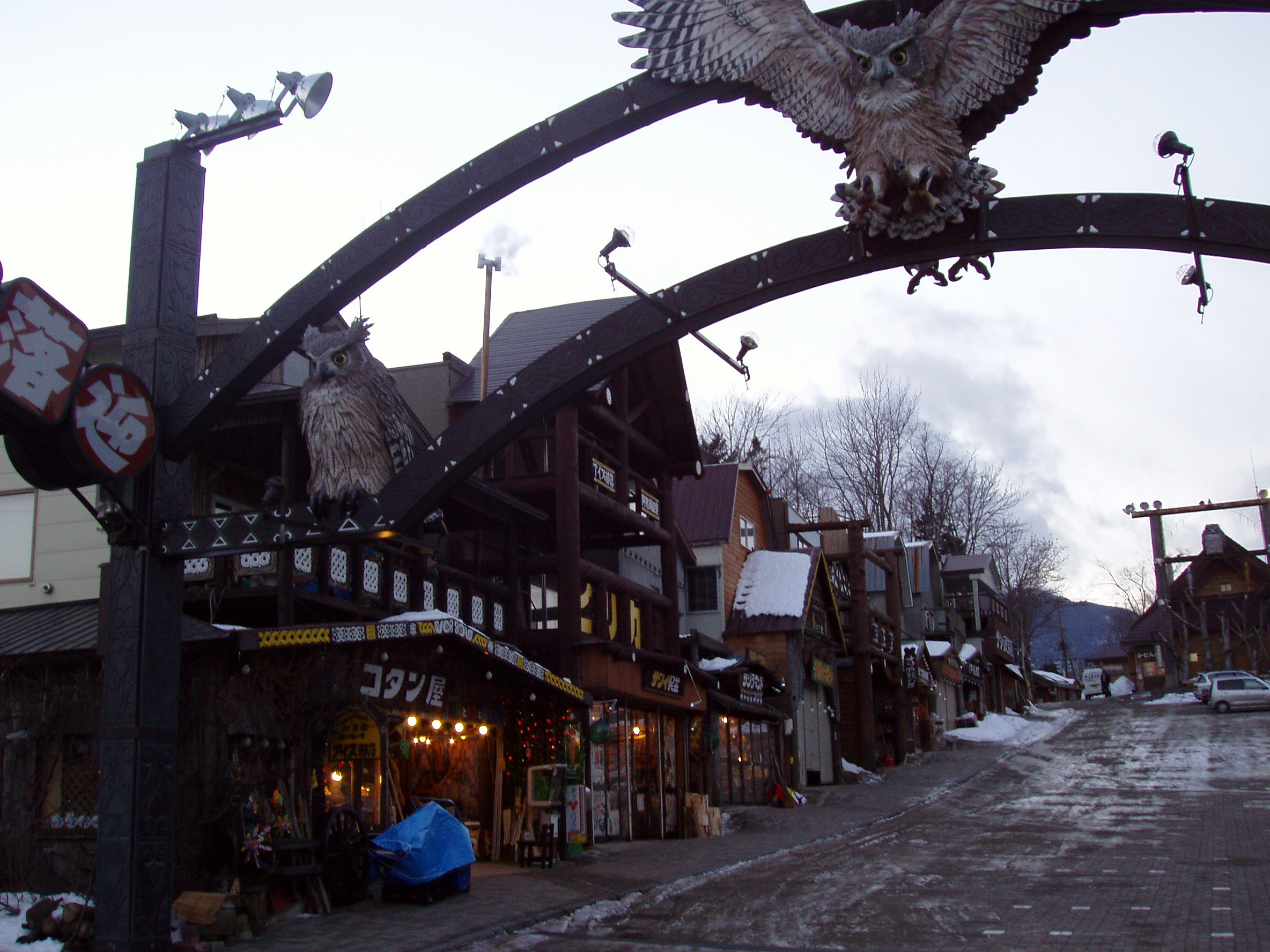
コタン（2004年12月11日撮影）
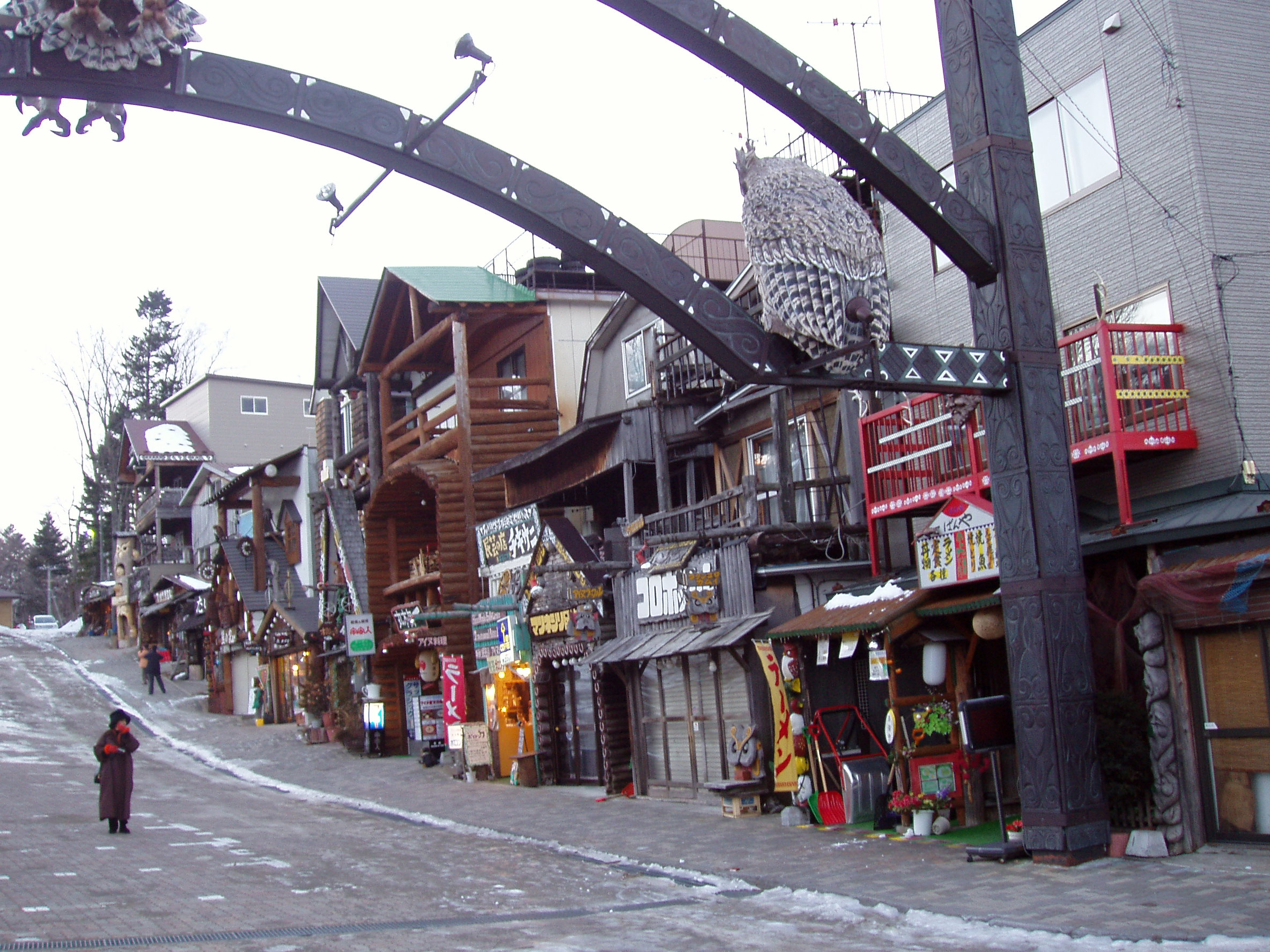
コタン（2004年12月11日撮影）
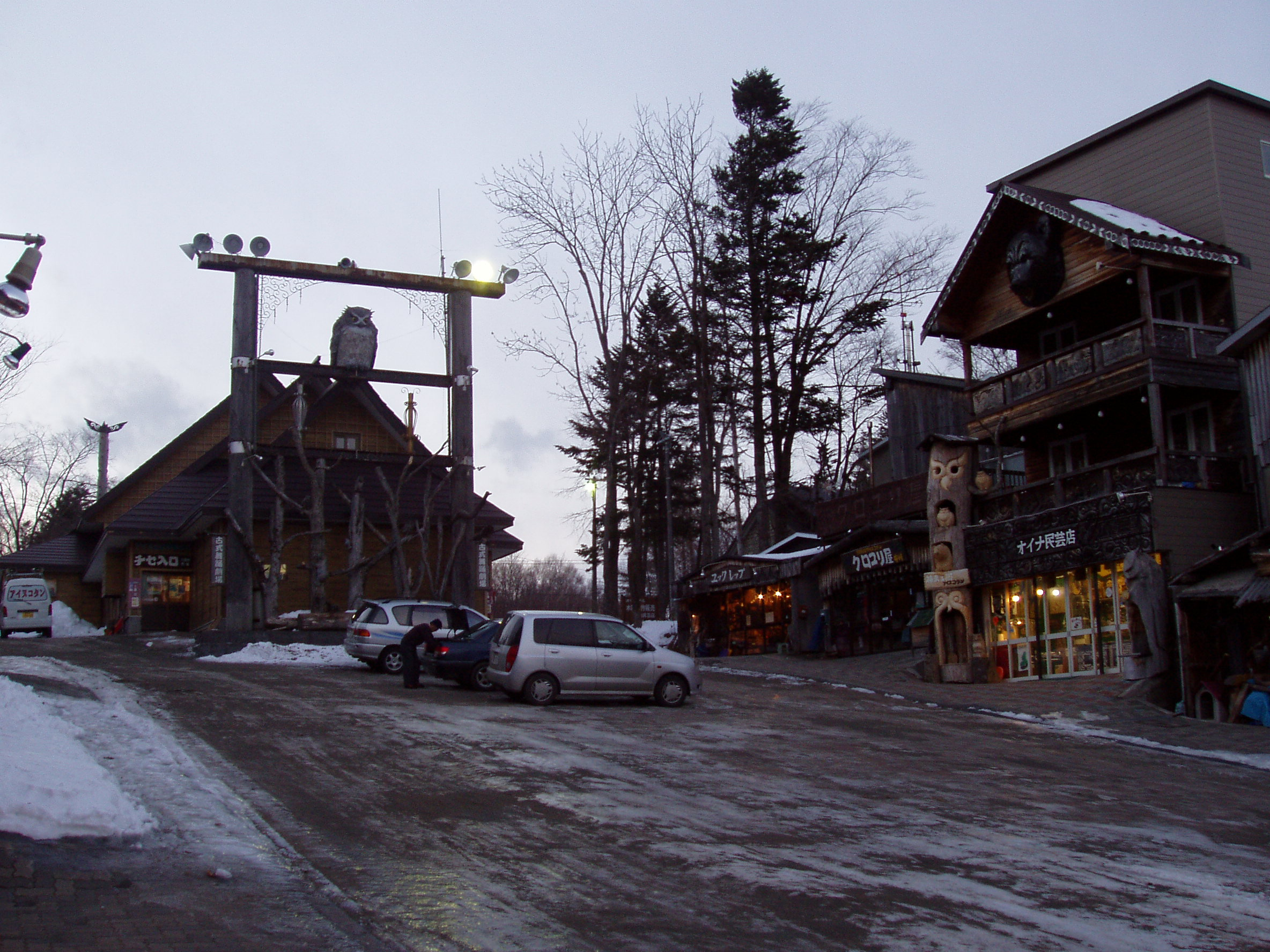
コタン（2004年12月11日撮影）

## 地名としてのコタンの例

### 北海道
- シャコタン（積丹）
- コタンベツ（古丹別）
  - 古丹別駅 - 北海道苫前郡苫前町にあった日本国有鉄道羽幌線の駅
- カムイコタン（神居古潭・神居古丹・神威古潭）
  - 神居古潭駅 - 北海道旭川市神居古潭にあった日本国有鉄道函館本線の駅
- トコタン（床丹/滅びた村の意）
  - 床丹駅 - 北海道常呂郡佐呂間町にあった日本国有鉄道湧網線の駅
  - 浜床丹仮乗降場 - 同所にあった同線の仮乗降場
- シコタン（色丹/大きな村の意）
- コタン（古潭）

### 樺太
- クシュンコタン（久春古丹）

### 千島列島
- オンネコタン（温禰古丹）
- シャスコタン（捨子古丹）
- チリンコタン（知林古丹）
- ハリムコタン（春牟古丹/ウバユリの多いところの意）

## その他
- 余市町出身のアイヌ歌人、違星北斗の遺稿集に「コタン」がある[6][7]。
- シマフクロウのアイヌ語名は、幌別・沙流・屈斜路・美幌といった北海道アイヌ語諸方言では「コタンを守護するカムィ」を意味するコタンコㇿカムィ（アイヌ語: kotan-kor-kamuy）である[8]。また、富内・白浦・多蘭泊などの樺太アイヌ語諸方言では、エトゥルㇱ（樺太アイヌ語: eturus）と呼称する。[8]。